# Heinrich Opitz (Philosoph)
Heinrich Opitz (* 26. Juni 1929 in Hindenburg; † 15. Juli 2018) war ein deutscher marxistischer Philosoph.

## Leben
Opitz, Sohn eines  Formers, besuchte die Volksschule und das Gymnasium. Zum Ende des Zweiten Weltkriegs 1945 wurde er zum  Reichsarbeitsdienst (RAD) eingezogen und geriet als Kriegsteilnehmer in amerikanische Gefangenschaft.
Nach seiner Entlassung arbeitete er 1946/47 als Landarbeiter. Er trat in die Freie Deutsche Jugend (FDJ) ein und wurde Mitglied der Sozialistischen Einheitspartei Deutschlands (SED). Von 1948 bis 1952 war er hauptamtlicher FDJ-Funktionär und Lehrer bzw. Leiter der Landesjugendschule der FDJ in Waldbärenburg. Von 1952 bis 1960 studierte er Gesellschaftswissenschaften und Philosophie an der Parteihochschule „Karl Marx“ des ZK der SED (PHS) und wurde dort 1965 zum Dr. phil. promoviert. Ab 1966 war er Dozent für marxistisch-leninistische Philosophie an der PHS. Im September 1970 wurde er vom Minister für Hoch- und Fachschulwesen zum Professor für Dialektischen Materialismus an der PHS berufen und war von 1974 bis 1990 Direktor des Bereichs Philosophie der PHS (Nachfolger von Alfred Kohlsdorf).
Von 1970 bis 1989 war er Mitglied des Wissenschaftlichen Rates für Marx-Engels-Forschung sowie des Wissenschaftlichen Rates für Philosophie der  DDR. Von 1978 bis 1989 gehörte er als Mitglied dem Redaktionskollegium der „Deutschen Zeitschrift für Philosophie“ an. Opitz war von 1982 bis 1989 Mitglied des Präsidiums der Gesellschaft zur Verbreitung wissenschaftlicher Kenntnisse (URANIA). Er war 1983 Mitautor des Geschenkbuches zur Jugendweihe in der DDR „Vom Sinn unseres Lebens“. Außerdem war er Mitglied der Gemeinsamen Kommission von Philosophen der DDR und der  UdSSR.
Nach der Selbstauflösung der SED-Parteihochschule 1990 wurde er invalidisiert. Opitz wurde 1990 Mitglied der Partei des Demokratischen Sozialismus (PDS) und im November 2004 als Vertreter der PDS Oberhavel in den Landesparteirat Brandenburg gewählt. Opitz, der in Glienicke wohnte, wurde 1992 Vorstandsmitglied und im März 2004 stellvertretender Vorsitzender des Glienicker Kulturvereins. Ab 1994 war er Mitarbeiter der Rosa-Luxemburg-Stiftung Brandenburg.
Opitz war verheiratet und Vater von zwei Kindern. Er starb im Alter von 89 Jahren.

## Auszeichnungen
- 1971 Vaterländischer Verdienstorden in Bronze, 1977 in Silber und 1989 in Gold
- 1982 Orden „Banner der Arbeit“ Stufe I
- 1985 Nationalpreis der DDR III. Klasse für Wissenschaft und Technik
- 1988 Ehrentitel „Verdienter Hochschullehrer der Deutschen Demokratischen Republik“